# Lago Sabetta
Il lago Sabetta è un bacino artificiale realizzato nel 1958 per la produzione di energia elettrica, in cui confluiscono le acque del fiume Bussento. È situato nel comune di Caselle in Pittari, in provincia di Salerno, all'interno del Parco nazionale del Cilento e Vallo di Diano.